# جندان
جندان هي قرية في مقاطعة أصفهان، إيران. عدد سكان هذه القرية هو 1,790 في سنة 2006.